# زین‌العابدین قربانی
زین‌العابدین قربانی لاهیجی (زادهٔ ۱۳۱۲) روحانی شیعه است که از سال ۱۳۸۰ تا ۱۵ فروردین ۱۳۹۷ امام جمعه رشت و نماینده ولی فقیه در استان گیلان بود. او نماینده استان گیلان در مجلس خبرگان رهبری از دورهٔ دوم تا دوره پنجم بود. پیش از این او به مدت هیجده سال امام جمعه لاهیجان بوده‌است. او پیش از این نماینده آستانه اشرفیه در دوره دوم مجلس شورای اسلامی بوده‌است.

## اوایل زندگی
زین العابدین قربانی در سال ۱۳۱۲ شمسی در خانواده‌ای مذهبی و کشاورز در روستای پنچاه از توابع آستانه اشرفیه دیده به جهان گشود. در پنج سالگی پدر خود را از دست داد. وی مقطع ابتدایی را در زادگاهش گذراند و در سال ۱۳۲۷ برای تحصیل علوم دینی و حوزوی به لاهیجان عزیمت کرد و در مدت دو سال تا سیوطی، مغنی و حاشیه را فرا گرفت. در سال ۱۳۲۹ به حوزه علمیه قم عزیمت کرد. پس از فراگیری دروس مقدماتی و سطح به درجه اجتهاد رسید. از استادان زین‌العابدین قربانی می‌توان از موسی صدر، علی مشکینی، سلطانی و  رضا صدر نام برد. وی درس خارج فقه و اصول را از  حسین بروجردی و خمینی به مدت ۱۰ سال و فلسفه و تفسیر را از علامه طباطبایی به مدت ۸ سال فرا گرفت.

## فعالیت سیاسی
از سال ۱۳۳۱ با پیوستن به جمع فدائیان اسلام به رهبری نواب صفوی وارد مبارزات سیاسی شد. در سال ۱۳۳۲ با نواب صفوی و برادران واحدی از نزدیک آشنا و مرتبط شد. پس از بازداشت آنان، مدتی را در اختفا به‌سر برد و در آن ایام با سید علی خامنه‌ای و هاشمی نژاد آشنا گردید که این ارتباط همچنان پایدار است. قربانی مبارزه با رژیم سلطنتی را از سال ۱۳۴۰ به رهبری خمینی آغاز کرده و در ایام تبعید وی، به دلیل سخنرانی‌های ضد رژیم بارها دستگیر و زندانی شد. در سال ۱۳۴۴ پس از عزیمت سید محمد بهشتی به هامبورگ آلمان و لو رفتن جلسه (حکومت اسلامی از دیدگاه فقه شیعه) که با نظارت بهشتی و چهل تن دیگر از جمله قربانی تشکیل شد قربانی دستگیر و زندانی گردید. در سال۱۳۵۰ در مجلس ترحیم اسدالله اشکوری که در انزلی محله لنگرود تشکیل شده بود، سخنرانی کرده به همین جهت دستگیر و به شش ماه زندان و پنج سال ممنوعیت از فعالیت‌های دینی، علمی و خروج از کشور محکوم گردید. دراین دوران بود که به دعوت مرتضی مطهری به امامت جماعت حضرت ابو الفضل تهران (خیابان تاج) مشغول گردید، ولی پس از مدت کوتاهی به دستور ساواک از آنجا اخراج شد.
او مؤسس و عضو هیئت علمی دانشگاه آزاد اسلامی واحد لاهیجان است.
از جمله فعالیت‌های قربانی در دوره نمایندگی ولی‌فقیه در استان، احداث و پیش فروش مجتمع تجاری آدینه در مجاورت مصلای رشت به منظور کسب درآمد برای مصلی، حوزه‌های علمیه  و ... است که به دلیل عدم پیشرفت ساختمان باعث بروز اعتراضاتی از سوی خریداران واحدهای این مجتمع در سال ۱۳۹۶ شد. قربانی این مجمتع را وقف اسلام خوانده و گفت که زیر نظر رهبر ایران قرار می‌گیرد.

## استعفاء از سمت امام جمعه
آیه الله قربانی در حدود سن 85 سالگی و بر اثر کسالت استعفاء خود را به مقام معظم رهبری تقدیم نمودند که با آن موافقت به عمل آمد و متن مکتوبات و نامه مقام معظم رهبری موجود است .

## زندگی شخصی
قربانی دارای ۳ دختر و ۷ پسر است. محمد حسین قربانی، نمایندهٔ آستانه اشرفیه، برادرزادهٔ اوست.

## مشاغل و سمتهای مورد تصدی
از جمله فعالیت‌ها و مسئولیتهای پس از پیروزی انقلاب زین العابدین قربانی می‌توان به موارد زیر اشاره کرد
- ریاست کمیته‌های انقلاب اسلامی شرق گیلان به مدت یک سال
- ریاست دادگاه‌های انقلاب اسلامی استان گیلان به مدت ۲/۵ سال
- ریاست کمیسیون فرهنگ و هنر اسلامی مجلس ۴سال
- امامت امام جمعه لاهیجان از طرف خمینی تا زمان انتصاب به امامت جمعه رشت به مدت ۱۸ سال
- نمایندگی مردم گیلان در مجلس خبرگان رهبری از دورهٔ دوم تا پایان دوره پنجم
- استادی دانشگاه تهران به مدت ۴ سال
- استادی دانشگاه آزاد اسلامی شرق گیلان به مدت ۱۴ سال ـ استادی دانشگاه امام صادق (ع) تهران به مدت ۴سال
- عضویت هیئت علمی دانشگاه آزاد اسلامی واحد لاهیجان به مدت ۱۴ سال
- نماینده دوره دوم مجلس اسلامی به مدت ۴سال
- سفرها و ماموریت‌های شغلی و تحقیقی به کشورهای چین و ژاپن و آلمان و انگلستان و شوروی و هندوستان و سوریه و ترکیه و سریلانکا و آذربایجان و عربستان جهت انجام امور فرهنگی، سیاسی و اقتصادی از جمله فعالیت‌های ایام جنگ علاوه بر امامت جمعه و ایراد خطبه‌ها

از فعالیت‌های علمی و فرهنگی قربانی می‌توان به تحریر مقالات در زمینه‌های مختلف و همچنین نگارش و ترجمه و تصحیح کتابهای زیر اشاره کرد:
- بسوی جهان ابدی - تاریخ فرهنگ و تمدن اسلامی -اسلام و حقوق بشر - علل پیشرفت اسلام و انحطاط مسلمین

زین العابدین قربانی عضو برجسته هیئت علمی همچنین به عنوان استاد راهنمای جهت نوشتن رساله‌های زیادی اقدام کرده‌است و اقدامات زیادی در راستای فعالیت‌های فرهنگی و علمی داشته که به شرح زیر می‌باشد: ـ تفسیر جامع قرآن کریم که هر هفته از رادیو پخش می‌شود. ـ شرح تحقیقی نهج البلاغه از رادیو گیلان پخش شد. ـ تدریس برای طلاب هر هفته ۴ درس. ـ تدریس درس خارج برای روحانیون هر هفته یک درس. ـ تدریس عقاید و معارف برای مسئولان. ـ سلسله مباحث نقش مذهب در دنیای علم از تلویزیون پخش شد. ـتوسعه و بازسازی مسجد جامع هزار ساله لاهیجان. ـ برگزاری کنگره بزرگداشت حکیم ملا عبد الرزاق فیاض لاهیجی در سال ۷۲. ـ برگزار کنگره جهانی بزرگداشت علامه ذوفنون حزین لاهیجی در سال ۷۵ که از جمله نتیجه این کنگره‌ها احیا و چاپ کتب ارزشمند این دو شخصیت علمی و دینی بزرگوار لاهیجانی و کتابهای مربوطه می‌باشد. ـ تمهید مقدمات برگزاری کنگره فقیه دنیای اسلام سالار دیلمی، تعمیر و توسعه و احیا دو مدرسه علوم دینی که بیش از ۴۰ طلبه دارد. ـ تأسیس دانشگاه آزا د اسلامی شرق گیلان با همکاری جمعی که اکنون حدود ۱۰ هزار دانشجو در بیش از ۲۰ رشته تحصیلی دارد. ـ تأسیس مجتمع حکیم فیاض لاهیجی که مدارس راهنمایی تحصیلی دخترانه بدریه و پسرانه مهیار از برکات آن است. ـ تأسیس و تکمیل ده‌ها مسجد و حسینیه که حسینیه هدایت از نمونه‌های آن است. همچنین تصحیح و تعلیق و مقدمه کتابهای: گوهر مراد، اربعین حدیث، پیشینه تاریخی و فرهنگی لاهیجان و بزرگان آن، مناجات شعبانیه، زیارت امین‌الله، سنن الهی، یاد نامه حکیم فیض لاهیجی، دیوان و تذکره حزین لاهیجی را قربانی انجام داده‌است.

## آثار
- ۱. ترجمهٔ سه جلد از الغدیر نوشتهٔ احمد امینی نجفی
- ۲ اخلاق و تعلیم و تربیت اسلامی
- ۳ اصول دین در پرتو کلام معصومین
- ۴ بزرگترین بیماری قرن بیستم
- ۵ بلاها ی اجتماعی قرن ما
- ۶ ترجمه کتاب نفیس الغدیرر
- ۷ تفسیر جامع آیات الاحکام
  - ویژگی اثر: ۸ جلد از این کتاب به چاپ رسیده‌است و حدود چهار جلد از آن باقی‌مانده‌است
- ۸ جبر و اختیار و ترجمه رساله خلق الاعمال ملاصدرا
- ۹ جهان بینی امام علی در خطبه ادبی نهج البلاغه
- ۱۰ حکومت اسلامی و ولایت فقیه
- ۱۱ درسایه قلم
- ۱۲ زیر بنای صلح جهانی
- ۱۳ علم حدیث
- ۱۴ فلسفه آفرینش انسان
- ۱۵ نقش سینما در زندگی و تمدن جدید

۱۶ به سوی جهان ابدی